# Livyatan
Cet article possède un paronyme, voir Léviathan.
Livyatan melvillei, Leviathan
Genre
Synonymes
- †Leviathan Lambert et al. 2010

Espèce
Livyatan (Léviathan, en hébreu) est un genre fossile de cachalots dont l'unique espèce connue est Livyatan melvillei (littéralement « Léviathan de Melville »), découverte dans la formation de Pisco au Pérou. Elle a vécu au milieu du Miocène (Tortonien), il y a environ 9,9 à 8,9 millions d'années. Cependant, une dent australienne implique que cette espèce ou un parent proche a survécu au Pliocène, il y a environ 5 millions d'années,,. Il était probablement un superprédateur qui chassait des calmars de grande taille, des cétacés et des phoques ou des bancs de poissons, au même titre que certains requins et l'orque actuelle.

## Taxonomie

### Découverte

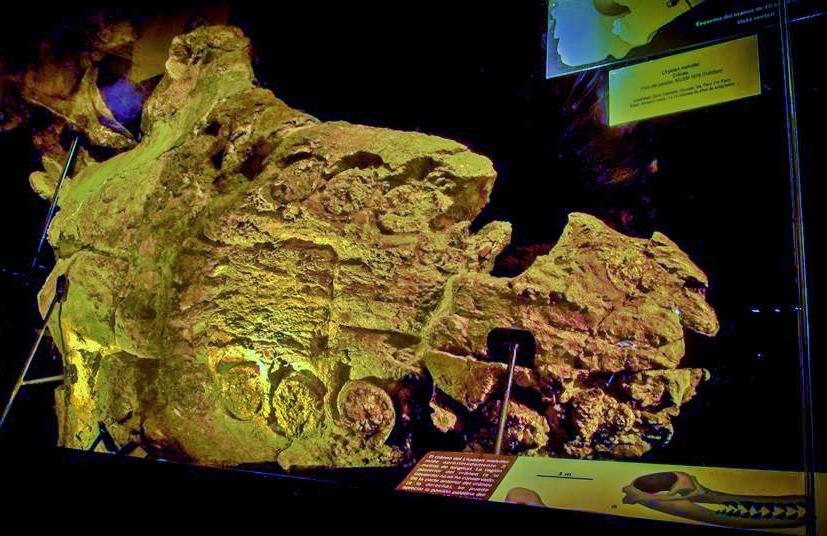
Fossile du crâne qui a été découvert au Pérou, en 2010.

En novembre 2008, un crâne partiellement préservé, ainsi que des dents et la mâchoire inférieure, appartenant à Livyatan melvillei, le spécimen holotype MUSM 1676, ont été découverts dans le désert côtier du Pérou dans les sédiments de la formation Pisco, à 35 km au sud-ouest de la ville d'Ica,. Klaas Post, chercheur au Muséum d'histoire naturelle de Rotterdam aux Pays-Bas, est tombé sur eux le dernier jour d'une visite sur le terrain,. Les fossiles ont été préparés à Lima et font maintenant partie de la collection du Musée d'histoire naturelle de l'Université nationale de Lima à San Marcos,. Les premiers fossiles de Livyatan du Pérou étaient datés d'environ 13 à 12 millions d'années à l'époque du Serravallien au Miocène, mais ils ont été révisés à 9,9-8,9 Ma à l'âge de Tortonien. En 2016, à Beaumaris Bay, en Australie, une grande dent de cachalot mesurant 30 cm (spécimen NMV P16205) a été découverte dans les strates du Pliocène par un habitant du nom de Murray Orr. La dent a été donnée au Museum de Victoria à Melbourne. Bien qu’aucune désignation d’espèce ne lui ait été attribuée, la dent ressemble à celle de Livyatan, ce qui indique qu’elle était un proche parent,,. La dent est datée d'environ 5 millions d'années, elle est donc plus jeune que le spécimen péruvien de L. melvillei d'environ 4 ou 5 millions d'années.

### Phylogénie
Livyatan faisait partie d'un groupe de fossiles de cachalots prédateurs, aux côtés de Brygmophyseter, Acrophyseter, Zygophyseter et Aulophyseter, tous étant des baleines éteintes. Ce groupe est connu pour avoir de grandes dents fonctionnelles sur les mâchoires supérieure et inférieure, qui étaient utilisées pour capturer de grandes proies et qui avaient un revêtement en émail. À l'inverse, le cachalot moderne (Physeter macrocephalus) manque d'émail, de dents dans la mâchoire supérieure et ne peut utiliser ses dents pour attraper une proie. Livyatan appartient à une lignée différente des autres cachalots prédateurs, l’augmentation de la taille et le développement de l’organe du spermaceti, organe caractéristique des cachalots, auraient évolué indépendamment des autres cachalots prédateurs. Les grandes dents des cachalots prédateurs ont soit évolué une fois dans le groupe avec un ancêtre commun semblable aux espèces de la famille des Basilosauridae, soit indépendamment à Livyatan. On pense que la grande fosse temporale dans le crâne des cachalots prédateurs est un trait plésiomorphique, c'est-à-dire un trait hérité d'un ancêtre commun. Puisque les dents des cachalots modernes (Physeter macrocephalus) sont recouvertes d'un émail avant d'être recouvertes de cément, on pense que cet émail est également une caractéristique ancienne basale. L'apparition de cachalots prédateurs dans les archives fossiles coïncide avec la diversification des baleines à fanons du Miocène, ce qui implique qu'elles ont spécifiquement évolué pour exploiter les baleines à fanons. Il a également été suggéré de placer les cachalots prédateurs dans la sous-famille des Hoplocetinae, à côté des genres Diaphorocetus, Idiorophus, Scaldicetus et Hoplocetus, connus du Miocène au Pliocène inférieur. Cependant, la plupart de ces taxons restent trop fragmentaires ou ont été utilisés comme taxons de corbeille. Cette sous-famille se caractérise par ses dents robustes et émaillées,,,.

Comparaison entre un Livyatan melvillei de taille moyenne et un grand cachalot.

## Étymologie
En juillet 2010, les découvreurs ont attribué le nom anglais du monstre biblique Léviathan, à la baleine appelée Leviathan melvillei. Cependant, le nom scientifique Leviathan est également le synonyme junior du genre de proboscidiens éteint Mammut, erreur que les auteurs ont corrigé en août 2010 en créant un nouveau nom de genre pour la baleine, Livyatan, en référence au nom d'origine hébraïque du monstre. Le nom de l'espèce melvillei fait référence à Herman Melville, auteur du livre Moby Dick, qui présente un gigantesque cachalot comme principal antagoniste. Certains scientifiques le surnomment en anglais «The real Moby Dick», qui signifie La vraie Moby Dick , alors que le cachalot qui pourrait avoir inspiré Moby Dick était Mocha Dick, un cachalot de 21 mètres de long, mort au début du XIXe siècle.

## Description

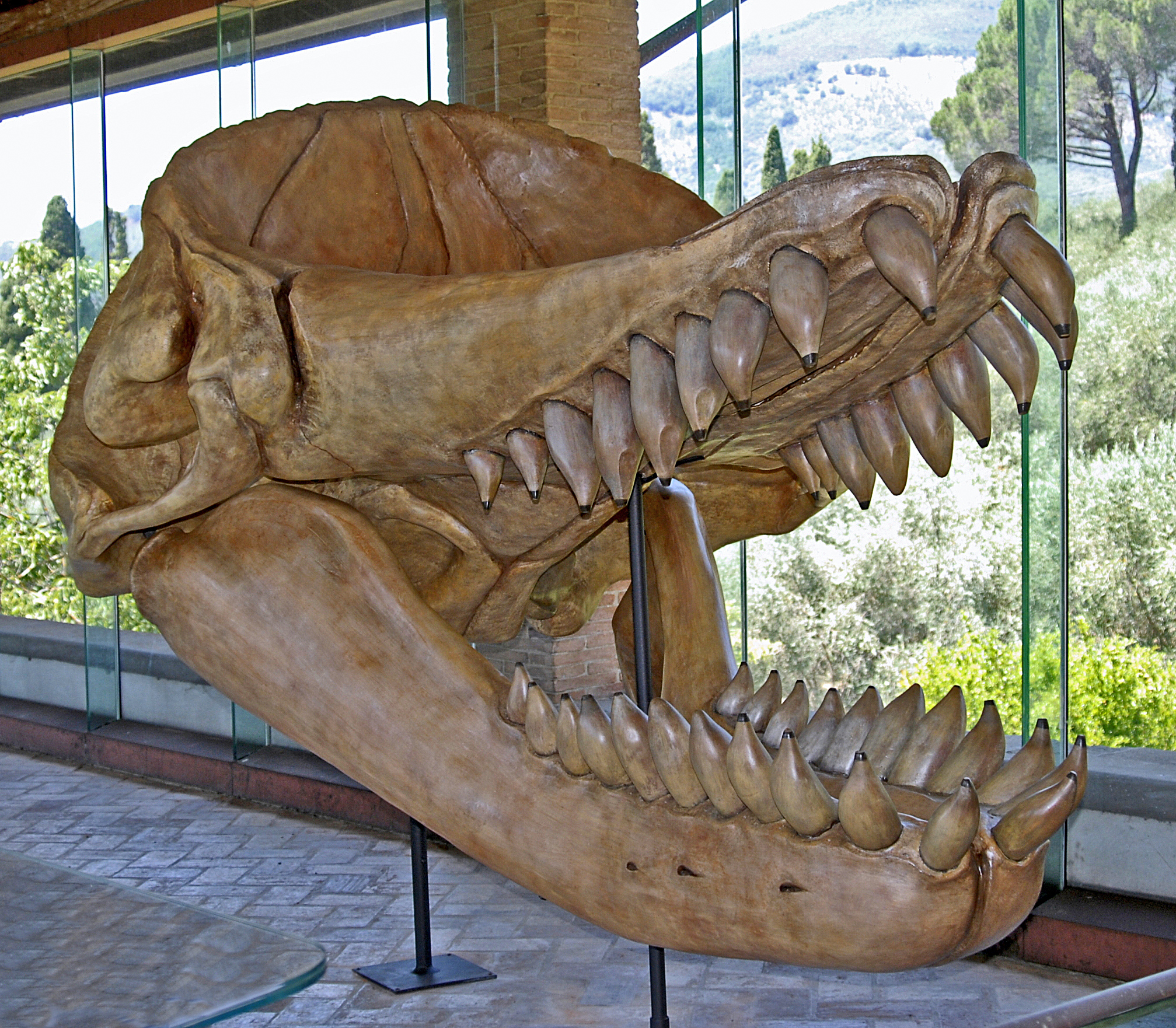
Reconstitution du crâne de L. melvillei.

Le crâne de Livyatan melvillei mesure 3 mètres de long pour une longueur du corps estimée entre 13,5 et 17,5 mètres soit similaire à son cousin actuel, le grand cachalot. Cette espèce constituerait l'un des plus grands prédateurs marins à avoir jamais existé, seulement rivalisé ou dépassé en taille par le mégalodon qui était son contemporain, certains ichtyosaures (dépassant les 20 m) et par la baleine bleue. À la différence des cachalots actuels qui se nourrissent de calmars par succion, Livyatan melvillei mordait ses proies à la manière des orques actuels. Ses dents avaient des dimensions gigantesques avec 12 cm de diamètre et jusqu'à 36 cm de longueur. Avec cette taille, il est l'un des plus grands représentants des Physeteroidea, avec le grand cachalot.

## Habitat
Livyatan melvillei vivait dans l'océan Pacifique au Pérou où il cohabitait avec Aulophyseter morricei et Brygmophyseter shigensis. Comme ses cousins actuels, il vivait en eau profonde où il trouvait ses proies.

### Publication originale
- [2010] (en) Olivier Lambert, Giovanni Bianucci, Klaas Post, Christian de Muizon, Rodolfo Salas-Gismondi, Mario Urbina et Jelle Reumer, « The giant bite of a new raptorial sperm whale from the Miocene epoch of Peru », Nature, vol. 466, no 7302,‎ 2010, p. 105–108 (PMID 20596020, DOI 10.1038/nature09067, Bibcode 2010Natur.466..105L, lire en ligne).